# 東海林毅 (映画監督)
東海林 毅（しょうじ つよし、1974年9月30日 -）は、日本の映画監督、映像作家、CGデザイナー、コンポジター。石川県金沢市出身。

## 来歴・人物
- 武蔵野美術大学映像学科在学中からVTRによる作品制作を中心に映像作家活動を開始し、1995年東京国際レズビアン＆ゲイ フィルム＆ビデオフェスティバル コンペ部門に自主映画「Lost in the Garden」を出品、審査員特別賞を受賞。同学を自主退学と同時にフリーランスとなる。
- 主な監督作品に『喧嘩番長 (実写版)』『喧嘩番長 劇場版〜全国制覇』『お姉チャンバラ THE MOVIE vorteX』などがありゲーム原案の実写化作品が多いのが特徴である。
- 2000年前後からVJ徒花兄弟としてVJ活動を行っていたが現在は休止中である。
- CG、VFX、コンポジターとして河崎実監督作品を中心にさまざまな作品に参加している。
- 2004年、Vシネマで初の商業作品の監督を務めて以降、自身の監督作品すべての編集とCG合成を行っている。
- 2006年より七里圭監督とともに早稲田大学河合隆史教授の立体映像プロジェクトに協力。アキバ3Dシアター（現ＵDXシアター）での展示映像制作や、国立科学博物館にて開催された「黄金の都シカン」展での立体映像制作などに協力する。
- 2010年3月、劇場用長編映画『喧嘩番長 劇場版〜全国制覇』が全国公開された。

## 作品

### 監督作品（映画・Vシネマ・テレビ）
- Lost in the Garden（自主映画 1995年）
- 女陰陽師 陰魔侵蝕（Vシネマ 2004年）
- 女陰陽師 邪淫覚醒（Vシネマ 2005年）
- 美少女カフェ おかえりなさいご主人さま（Vシネマ 2006年）
- 23:60（にじゅうさんじろくじゅっぷん）（自主映画 2007年）
- 路地猫（ドキュメンタリー2008年）
- 喧嘩番長（Vシネマ 2008年）
- 244 ENDLI-x「エンドリケリー LIVE DVD」（disc2のみ監督）（ドキュメンタリー2009年）
- KinKi Kids「KinKi you DVD」（disc2+ドキュメントパートの監督・編集）（ドキュメンタリー2009年）
- お姉チャンバラ THE MOVIE vorteX （Vシネマ 2009年）
- 爆乳三国志（ショートムービーと爆乳音頭、爆乳マンイーターPV）（2009年）
- 喧嘩番長 フルスロットル（Vシネマ 2010年）
- 喧嘩番長 劇場版〜全国制覇（映画 2010年）
- レディースvsワルメン（Vシネマ 2010年）
- 喧嘩番長 劇場版〜一年戦争（映画 2011年）
- ファスナー昆虫記（青山ワンセグ開発内）（テレビ番組 2012年）
- 女子力相撲 女のケータイ関ヶ原（青山ワンセグ開発内）（テレビ番組 2012年）
- 平成サウダージ（青山ワンセグ開発内）（テレビ番組 2014年）
- はぐれアイドル地獄変（映画 2020年）
- 片袖の魚（映画 2021年）[1]
- 老ナルキソス（映画 2023年）[2]

### タイトルバック演出
- 鳥肌実の独裁国家（スカイパーフェクTV MONDO21）
- 大川興行ゲノム絶叫録（スカイパーフェクTV MONDO21）
- The PRESIDENT TIME（スカイパーフェクTV MONDO21）
- ジョルジュ・ルース展（館内上映用VTR 東京都庭園美術館）
- メイキング・オブ まぶだち（WOWOW）
- センセイの鞄 メイキング（WOWOW）
- いかレスラー（映画 2004年）
- MAKING of さよならみどりちゃん（BS-i）
- 日本新鋭導演群像（ドキュメンタリー 中国-CCTV）
- 代々木ブルース 最終回・地図とミサイル（短編映画 2006年）
- EMI-channel（WEB 2006-2007年）
- 本日の猫事情（映画 2007年）
- 恋愛診断（TVドラマ テレビ東京 2007年）
- 恋する血液型（携帯配信ドラマ（i-mode）2008年）
- 大河ロマン三部作 百花繚乱・男女逆転・浮絵悲恋（映画 2008年）
- 帝王（TVドラマ TBS 2009年）
- 新撰組PEACE MAKER（TVドラマ TBS 2010年）
- X(バツ)ゲーム（映画 2010年）
- 光の偉人 陰の偉人（TVバラエティ番組 NHK－BS 2010年）
- into  the  「G」  I/II（映画GANTZナビゲートDVD 2011年）
- どうする東京（TV情報番組 TOKYO-MX 2011年-）
- マメシバ一郎 3D（映画 2011年）

### 劇場用予告編演出
- クレイジー・イングリッシュ
- クラークス
- ふたりの人魚
- I－K－U
- 白夜の時を越えて
- プロミス
- YUMENO
- 本日の猫事情
- ホッテントットエプロン ―スケッチ
- ミステイクン
- TSY タイムスリップヤンキー
- FLY! 平凡なキセキ
- 骨壺

## CG、合成、VFX
- 素敵な宇宙船地球号 病める富士山を救え！（テレビ朝日 Ｄ：安藤カーキー）
- 素敵な宇宙船地球号 カリブの奇跡キューバもうひとつの革命（テレビ朝日 Ｄ：安藤カーキー）
- 富士山の光と影 カーキー事務所/VP/Ｄ：安藤カーキー
- テレメンタリー 日本最強の農業を目指して（テレビ朝日 Ｄ：安藤カーキー）
- まいっちんぐマチコ先生（TMC 監督：河崎実）
- まいっちんぐマチコ先生２（TMC/監督：河崎実）
- まいっちんぐマチコ先生３（TMC 監督：河崎実）
- まいっちんぐマチコ先生４（TMC 監督：河崎実）
- いかレスラー（ファントム・フィルム 監督：河崎実）
- まぼろしパンティVSへんちんポコイダー（監督：河崎実）
- 兜王ビートル（監督：河崎実）
- コアラ課長（トルネード・フィルム 監督：河崎実）
- ガッツ伝説（ムービーオンライン 監督：野伏翔）
- かにゴールキーパー(VFX兼映像設計)（かにゴールキーパー製作委員会 監督：河崎実）
- おばあちゃんキス（監督：井口昇）
- 富江VS富江（アルチンボルド 監督：久保朝洋）
- 紺野さんと遊ぼう（WOWOW 監督：豊島圭介）
- 髪がかり（エクセレントフィルム 監督：河崎実）
- 同級生 体育館ベイビー（トルネードフィルム 監督：深川栄洋）
- コラソンdeメロン（ジョリーロジャー 監督：田中誠）
- 平凡ポンチ（DUB 監督：佐藤佐吉）
- ホームレスが中学生（ジョリーロジャー 監督：城定秀夫）
- トンスラ（日本テレビ 監督：田中誠 本田隆一）
- 帝王（TBS）
- 静かなる首領・新章（ジョリーロジャー 監督：城定秀夫）
- つむじ風食堂の夜（ジョリーロジャー 監督：篠原哲雄）
- ハッピーエンド（HED 監督：山田篤宏）
- ドグーンＶ（一部ＣＧ協力）（MBS 監督：井口昇ほか）
- S.G.A セーラー服黙示録（劇場未公開）（LANTIS株式会社 監督：ジョン・ケアンズ）
- 犬のおまわりさん てのひらワンコ3D（AMGエンタテインメント 監督：有馬顕）
- 忍道 －SHINOBIDO－（ジョリー・ロジャー 監督：森岡利行）

## プロデュース
- 「i and i」after Bob Marley 21,000miles（ドキュメンタリー）
  - 監督：IZABA 編集・演出：有馬顕 プロデューサー：yasuo-angel 東海林毅